# Roel Augusteijn
R.H. (Roel) Augusteijn (Rhenen, 9 september 1948) is een Nederlands politicus van het CDA.
Hij was lange tijd docent klassieke talen en later vooral actief in de politiek. Bij de Provinciale-Statenverkiezingen in 1991 werd hij als CDA'er gekozen tot lid van de Provinciale Staten van Noord-Brabant. In 2001 werd hij gedeputeerde bij die provincie met cultuur in zijn portefeuille en in 2003 veranderde dat in zorg en welzijn. In september 2006 volgde zijn benoeming tot waarnemend burgemeester van Hardinxveld-Giessendam en van 2008 tot 31 december 2014 was hij waarnemend burgemeester van Maasdonk. In augustus 2014 werd hij tevens (wederom) waarnemend burgemeester van Hardinxveld-Giessendam. In september 2016 werd Dirk Heijkoop voorgedragen om daar burgemeester te worden. Hij volgde Augusteijn in november op. 
Vanaf 27 september 2017 was Augusteijn ruim een jaar waarnemend burgemeester van Heusden.